# جنود الحصان (فلم)
جنود الحصان هو فيلم دراما وحرب أمريكي صدر سنة 2018 من إخراج نيكولاي فوجلزيغ وكتبه بيتر كريغ وتيد تالي، استنادا إلى كتاب دوغ ستانتون غير الخيالي الذي يحمل نفس الاسم، ويدور حول ضباط من وكالة المخابرات المركزية والقوات الخاصة الأمريكية المرسلة إلى أفغانستان مباشرة بعد هجمات 11 سبتمبر. الفيلم من بطولة كريس هيمسورث، مايكل شانون، مايكل بينيا، أوستن ستويل، تريفانت رودس وروب ريجل.

## القصة
فريق من وكلاء الاستخبارات المركزية وقوات خاصة يتوجهون إلى (أفغانستان) بعد كارثة الحادي عشر من سبتمبر، في محاولة منهم لتفكيك حركة (طالبان).

## روابط خارجية
- مقالات تستعمل روابط فنية بلا صلة مع ويكي بيانات